# Saint-Priest-la-Roche

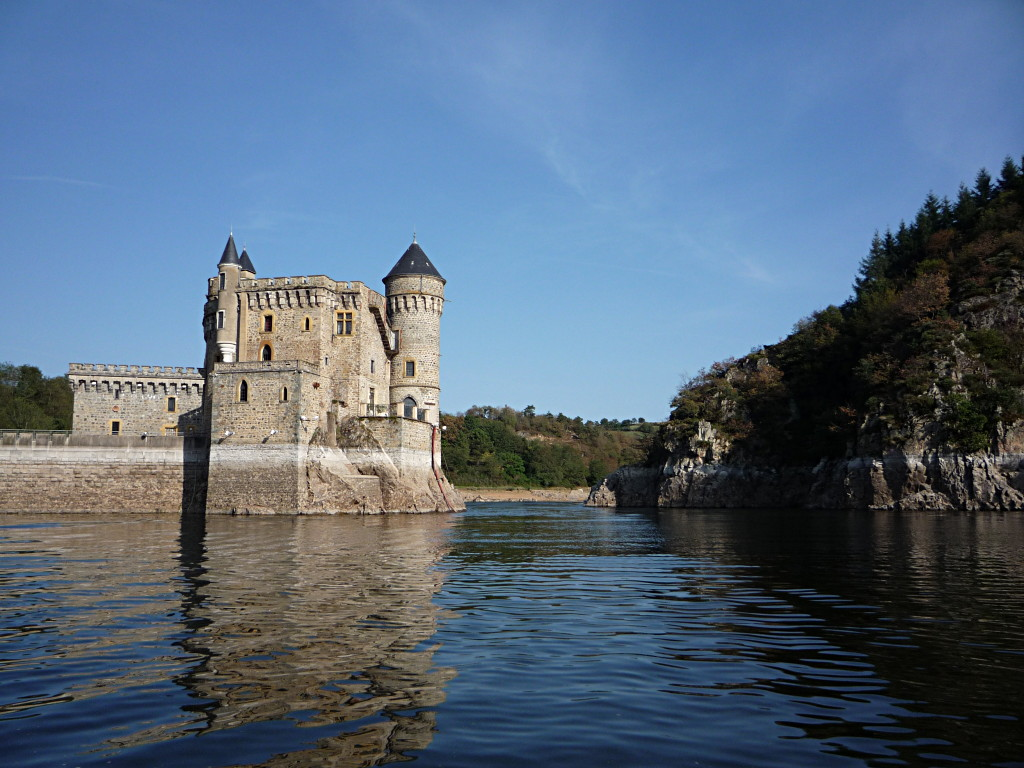
Zamek Roche, 2009

Saint-Priest-la-Roche – miejscowość i gmina we Francji, w regionie Owernia-Rodan-Alpy, w departamencie Loara.
Według danych na rok 1990 gminę zamieszkiwało 285 osób, a gęstość zaludnienia wynosiła 21 osób/km² (wśród 2880 gmin regionu Rodan-Alpy Saint-Priest-la-Roche plasuje się na 1344. miejscu pod względem liczby ludności, natomiast pod względem powierzchni na miejscu 870.).